# Mistrzostwa CONCACAF U-17 w piłce nożnej
Mistrzostwa Ameryki Północnej do lat 17 w piłce nożnej (hiszp. Campeonato Sub-17 de la Concacaf) – rozgrywki piłkarskie w Ameryce Północnej organizowane co dwa lata przez CONCACAF dla zrzeszonych reprezentacji krajowych do lat 17. Pełni funkcję kwalifikacji do mistrzostw świata U–17 – do światowego czempionatu awansują cztery najlepsze zespoły danej edycji turnieju północnoamerykańskiego.

## Historia
Zapoczątkowany został w 1983 roku przez CONCACAF jako Turniej U-16. W turnieju uczestniczyły reprezentacje Trynidadu i Tobago, Stanów Zjednoczonych, Salwadoru, Meksyku, Hondurasu i Puerto Rico. Rozgrywki zostały rozegrane na stadionach Trynidadu i Tobago. 6 drużyn najpierw zostały rozbite na dwie grupy, a potem czwórka najlepszych zespołów systemem pucharowym wyłoniła mistrza. Pierwszy turniej wygrała reprezentacja Stanów Zjednoczonych.
W II edycji uczestniczyło już 9 reprezentacji i turniej otrzymał nazwę Mistrzostwa Ameryki Północnej do lat 16 w piłce nożnej. Najpierw drużyny podzielono na dwie grupy, a potem czwórka najlepszych systemem kołowym wyłoniła mistrza. Do 1988 roku turniej był organizowany dla reprezentacji do lat 16, a potem do lat 17. Do 1996 CONCACAF organizowała rozgrywki w jednym państwie przyjmującym. W 1999 roku format został zmieniony: 8 drużyn podzielono na dwie grupy, mecze jednej grupy odbywały się w jednym kraju, a mecze drugiej grupy w drugim państwie, zwycięzcy grup bezpośrednio awansowały do turnieju finałowego mistrzostw świata U–17, a drużyny z drugich miejsc walczyli w dwumeczu play-off o trzeci bilet na mistrzostwa. Od 2009 CONCACAF w finałach reprezentowało cztery najlepsze zespoły.
Od 2009 ponownie turniej gościł jeden kraj, ale najlepsze drużyny z grup już nie rozgrywały tytuł mistrza, a bezpośrednio awansowały do turnieju finałowego mistrzostw świata U–17. Dopiero od 2011 w turnieju uczestniczą 12 drużyn, które podzielono na 4 grupy, które potem walczyły o miejsca na podium. 

## Finały
| Rok            | Gospodarz         |                   | Finał                                         | Finał                 | Finał                         |                               | Mecz o 3 miejsce              | Mecz o 3 miejsce | Mecz o 3 miejsce |  | Liczba finalistów |
| Rok            | Gospodarz         | Mistrz            | Wynik                                         | Wicemistrz            | Trzecie miejsce               | Wynik                         | Czwarte miejsce               |                  |                  |  | Liczba finalistów |
|                |                   |                   | Turniej CONCACAF U–16                         | Turniej CONCACAF U–16 | Turniej CONCACAF U–16         |                               |                               |                  |                  |  |                   |
| -------------- | ----------------- | ----------------- | --------------------------------------------- | --------------------- | ----------------------------- | ----------------------------- | ----------------------------- | ---------------- | ---------------- |  | ----------------- |
| 1983 Szczegóły | Trynidad i Tobago | Stany Zjednoczone | 0 - 0 (5 – 3) karne                           | Trynidad i Tobago     | Meksyk                        | 1 - 0 (dogr.)                 | Honduras                      | 6                |                  |  |                   |
|                |                   |                   | Mistrzostwa CONCACAF U–16                     |                       |                               |                               |                               |                  |                  |  |                   |
| 1985 Szczegóły | Meksyk            | Meksyk            | format ligowy                                 | Kostaryka             | Kanada                        | format ligowy                 | Honduras                      | 9                |                  |  |                   |
| 1987 Szczegóły | Honduras          | Meksyk            | format ligowy                                 | Stany Zjednoczone     | Kostaryka                     | format ligowy                 | Honduras                      | 7                |                  |  |                   |
| 1988 Szczegóły | Kuba              | Kuba              | format ligowy                                 | Stany Zjednoczone     | Kanada                        | format ligowy                 | Trynidad i Tobago             | 10               |                  |  |                   |
|                |                   |                   | Mistrzostwa CONCACAF U–17                     |                       |                               |                               |                               |                  |                  |  |                   |
| 1991 Szczegóły | Trynidad i Tobago | Meksyk            | format ligowy                                 | Stany Zjednoczone     | Kuba                          | format ligowy                 | Trynidad i Tobago             | 12               |                  |  |                   |
| 1992 Szczegóły | Kuba              | Stany Zjednoczone | format ligowy                                 | Meksyk                | Kanada                        | format ligowy                 | Kuba                          | 12               |                  |  |                   |
| 1994 Szczegóły | Salwador          | Kostaryka         | format ligowy                                 | Stany Zjednoczone     | Kanada                        | format ligowy                 | Meksyk                        | 12               |                  |  |                   |
| 1996 Szczegóły | Trynidad i Tobago | Meksyk            | format ligowy                                 | Stany Zjednoczone     | Kostaryka                     | format ligowy                 | Kanada                        | 12               |                  |  |                   |
|                |                   |                   | Turniej kwalifikacyjny Mistrzostw Świata U–17 |                       |                               |                               |                               |                  |                  |  |                   |
| 1999 Szczegóły | Salwador          | Meksyk            | format ligowy                                 |                       | Stany Zjednoczone             | 6 - 1 4 - 0                   | Salwador                      | 4                |                  |  |                   |
| 1999 Szczegóły | Jamajka           | Jamajka           | format ligowy                                 | 4                     | Stany Zjednoczone             | 6 - 1 4 - 0                   | Salwador                      |                  |                  |  |                   |
| 2001 Szczegóły | Honduras          | Kostaryka         | format ligowy                                 |                       | nie rozgrywano                |                               |                               | 4                |                  |  |                   |
| 2001 Szczegóły | Stany Zjednoczone | Stany Zjednoczone | format ligowy                                 | 4                     | nie rozgrywano                |                               |                               |                  |                  |  |                   |
| 2003 Szczegóły | Kanada            | Kostaryka         | format ligowy                                 |                       | Meksyk                        | 2 - 0 5 - 0                   | Jamajka                       | 4                |                  |  |                   |
| 2003 Szczegóły | Jamajka           | Stany Zjednoczone | format ligowy                                 | 4                     | Meksyk                        | 2 - 0 5 - 0                   | Jamajka                       |                  |                  |  |                   |
| 2005 Szczegóły | Kostaryka         | Stany Zjednoczone | format ligowy                                 |                       | Kostaryka                     | 2 - 1 1 - 1 (dogr.)           | Honduras                      | 4                |                  |  |                   |
| 2005 Szczegóły | Meksyk            | Meksyk            | format ligowy                                 | 4                     | Kostaryka                     | 2 - 1 1 - 1 (dogr.)           | Honduras                      |                  |                  |  |                   |
| 2007 Szczegóły | Honduras          | Haiti             | format ligowy                                 |                       | nie rozgrywano                |                               |                               | 4                |                  |  |                   |
| 2007 Szczegóły | Jamajka           | Kostaryka         | format ligowy                                 | 5                     | nie rozgrywano                |                               |                               |                  |                  |  |                   |
|                |                   |                   | Mistrzostwa CONCACAF U–17                     |                       |                               |                               |                               |                  |                  |  |                   |
| 2009 Szczegóły | Meksyk            | Stany Zjednoczone | format ligowy                                 | Honduras              | Kuba                          | format ligowy                 | Kanada                        | 4                |                  |  |                   |
| 2009 Szczegóły | Meksyk            | Meksyk            | format ligowy                                 | Kostaryka             | Gwatemala                     | format ligowy                 | Trynidad i Tobago             | 4                |                  |  |                   |
| 2011 Szczegóły | Jamajka           | Stany Zjednoczone | 3 - 0 (dogr.)                                 | Kanada                | Panama                        | 1 - 0                         | Jamajka                       | 12               |                  |  |                   |
| 2013 Szczegóły | Panama            | Meksyk            | 2 - 1                                         | Panama                | Kanada                        | 2 - 2 (4 – 2) karne           | Honduras                      | 12               |                  |  |                   |
| 2015 Szczegóły | Honduras          | Meksyk            | 3 - 0                                         | Honduras              | Kostaryka i Stany Zjednoczone | Kostaryka i Stany Zjednoczone | Kostaryka i Stany Zjednoczone | 12               |                  |  |                   |
| 2017 Szczegóły | Panama            | Meksyk            | 1 - 1 (5 – 4) karne                           | Stany Zjednoczone     | Honduras i Kostaryka          | Honduras i Kostaryka          | Honduras i Kostaryka          | 12               |                  |  |                   |
| 2019 Szczegóły | Stany Zjednoczone | Meksyk            | 2 - 1 (dogr.)                                 | Stany Zjednoczone     | Kanada i Haiti                | Kanada i Haiti                | Kanada i Haiti                | 20               |                  |  |                   |

## Statystyki
| Lp. | Drużyna           | Mistrz | Wicemistrz | Lata triumfów                                   |
| --- | ----------------- | ------ | ---------- | ----------------------------------------------- |
| 1.  | Meksyk            | 8      | 1          | 1985*, 1987, 1991, 1996, 2013, 2015, 2017, 2019 |
| 2.  | Stany Zjednoczone | 3      | 7          | 1983, 1992, 2011                                |
| 3.  | Kostaryka         | 1      | 1          | 1994                                            |
| 4.  | Kuba              | 1      | 0          | 1988*                                           |
| 5.  | Trynidad i Tobago | 0      | 1          |                                                 |
| 5.  | Kanada            | 0      | 1          |                                                 |
| 5.  | Panama            | 0      | 1          |                                                 |
| 5.  | Honduras          | 0      | 1          |                                                 |

* = jako gospodarz.
Uwagi: W latach 1999–2009 nie rozgrywano tytuł mistrza.